# 航海術
航海術（こうかいじゅつ）とは、船舶の自位置および方角を算出あるいは推定し、目的地に到達するための最も合理的な進行方向・速度を決定する為の技術の総称である。
方位磁針や六分儀、クロノメーター、海図などを用いる方法(天測航法)、陸地の特徴的な地形を目印にする（地文航法、山アテ）方法、天体の位置や動き、風向、海流や波浪、生物相などから総合的に判断する方法（スター・ナヴィゲーション）などがある。
近年ではGPS（グローバル・ポジショニング・システム）や衛星通信を利用する電波航法が主流である。かつては漁場のピンポイントに船をつけるには、民生用のGPSでは精度が不足していたため、山アテを併用する漁師も多い。また、ポリネシアやミクロネシアでは、民族のアイデンティティのよりどころの一つとして、伝統的な推測航法術を再評価する気運が高まっている。

## 船位測定
自船の船位を把握していることは近代の航海術の基本のひとつである。正確に把握するため、複数の目標物の方位を測って海図に記入し、それらの交差点から位置を特定する交叉方位法、および一列に並ぶ目標物を利用して得た重視線（トランシット）と他の目標の方位線を組み合わせて位置を推定する方法が用いられる。これらは艦橋勤務における基礎的な位置確認手段として実務的に使用される。
これらに加え、視界が開けない外洋では天測航法が用いられ、天体の高度と時刻を六分儀等で測定し、推定位置とのずれを補正して真の船位を得る。

### 交差方位法
海図上で確認できる複数の目標物（例：灯台）を同時に視認できる場合に、肉眼・方位磁針（コンパス）・海図を用いて船位を求める方法。「方位線」や「重視線」を用いる。
「方位線」とは肉眼とコンパスを用い、以下の手順によって海図上に引く線。 1.まわりの景色の中に確認でき、かつ海図上でも確認できる目標物を選ぶ。 2.目標物の方位をコンパスで測定する。 3.海図上で目標物から測定した方位の線を引く。自船はこの線上のどこかにいる、ということが判る。
「重視線」は「トランシット」とも呼ばれ、コンパス無しでも海図上に引ける線。まわりの風景の中に二つの目標物が同一線上に（一直線に）見えている時に、海図上でそれらを特定し、二つを結ぶ線を引く。自船はこの線の延長上のどこかにいる、ということが判る。
以上の「方位線」や「重視線」などの線を2本以上海図上で引くと、線の交点ができる。その交点が船位である。

## 航海計器
航海に使用する測定器や計器類、航法装置は航海計器と呼ばれる。

### 船舶用レーダー等
船舶が備える航海用レーダーには、Sバンド（3GHz／波長10cm）とXバンド（9GHz／波長3cm）の2種類のパルス・レーダーがある。
Sバンドは比較的探知距離が長いが分解能が低い。このため大型船では分解能は高いが雨天時の減衰や海面による乱反射による影響を受けやすいXバンド・レーダーを併用することで弱点を補う使い方している場合が多い。
- レーダー・アンテナはアンテナ・マストなどの船の高い位置に取り付けられている。
- 大型船で船首部のシアー（船首の波除け形状）が高かったり、LNG船やコンテナ船で積荷が高く積まれて、前方手前がレーダー・アンテナから死角になる場合には、船体中央のアンテナ・マストとは別に船首部にレーダー・アンテナを備える船もある。
- ほぼ同様の理由で後部に別のレーダー・アンテナを備える船もある。

ARPA
通常は、探知情報をレーダー・スクリーンにそのまま表示するだけだが、ARPA（Automatic Radar Plotting Aids）と呼ばれる装置によって探知対象を記憶することで運動方向や航跡を表示する機能が提供されるようになっている。
AIS
ARPAに似た装置にAIS（Automatic Identification System、自動船舶識別装置）があり、半径15-42nm程度の距離で、船名、大きさ、位置、針路、船速等の情報を知らせあう。2002年からは大型外航船でのAISの取り付けが義務付けられた。

### GPS装置
2008年現在では、おそらくほぼ全ての船舶がGPS装置を備えるようになっている。
GPS衛星の利用が世界的に一般化した21世紀初頭の現在では、これまで航海に使用されてきたデッカは2001年4月1日、ロランCは2015年2月1日、に日本での運用を停止した。磁気コンパスは、緊急時の六分儀による航海技術と同様に今でも使用されている。GPSの位置情報はDGPSによってさらに高精度になっている。
GPS装置による自船位置の情報はECDISと呼ばれる航法装置によって、さらに有効に利用できるようになっている。
ECDIS
ECDIS（Electric chart display and information system、電子海図情報表示装置）はCD-ROMに記録されたENC（Electric navigational chart、航海用電子海図）のデータとGPSによる自船位置情報、自船レーダー情報に基づいて、周辺海図、自船位置、自動航路保持、監視、航跡記録、自動船速制御、航路逸脱警報、変針点接近警報、避険線接近・侵入警報、安全等深線接近・侵入警報、気象情報提供、海象情報提供、航行警報情報提供、などの高度な航行支援機能を備えている。危険水域の警報機能とともに海図室への出入りに時間を割くことなく前方警戒に集中できることで航海の安全性が高められる。従来手間のかかった海図の修正も修正データCD-ROMをセットするだけで済むようになった。CD-ROMとは別にICメモリカードに収めたERC（Electric reference chart、電子参考図）も発行されるようになった。
国際水路機関（IHO）でENC上での表記法が統一されている。1995年から日本の海上保安庁が世界に先駆けてENCでの海図情報の提供を開始し、他の先進国もこれに続いて提供を始めているが、後進国ではデータ整備が進まないため、世界の海をECDISだけでカバーするには至っていない。東アジアでは日本が水路情報整備を主導している。
CD-ROMに記録されたENCは、国際的には英国とノルウェーで有償提供されており、暗号化された1枚のCD-ROMに圧縮暗号化され収められた各海域ごとのデータは、1年間の使用権利を持つ解読キーの購入によってECDIS上で解読・使用が可能となり、最新の更新データはインターネット経由で入手できる。

### ジャイロスコープおよびジャイロコンパス
一度設定した方位を保持し続けて針路の決定に利用する装置であるジャイロスコープと、地球の自転とジャイロ効果の作用により方位を自己修正するジャイロコンパスがある。
物理的なコマの回転を利用するジャイロコンパスから、精度が高くコンパクトなレーザーリング型やレーザーミラー型のジャイロスコープへとかわって来ている。しかし、ジャイロスコープには方位を自己修正する能力がなく、また、いずれも停電時に使用できなくなるため、磁気コンパスとの併用が規則によって定められている。機能上、自動操舵装置とのつながりが深いので、自動操舵装置に含まれているものも多い。
ジャイロスコープのみで方位を示す場合、いくら精度が高くても、時間と共に誤差が蓄積してくるため、時々は修正が必要になる。

### 流圧式ログ・電磁式ログ
ともに水に対する速度を測る装置である。流圧式ログはピトー管による圧力によって、電磁式ログでは水の電磁誘導によって速度を測る。GPSの利用が進んだ21世紀初頭現在では、大型船を中心に海流の影響を受け測定誤差も大きなこれらの測定器に代わって、GPS装置が描く自らの航跡に基づいた速度の利用が多くなっている。

### ドップラーソナー
航海計器としてのドップラーソナーは、船底から前後に向けて発射した水中超音波の反射波を測定し周波数のずれから、水底までが近ければ対地速度を、遠ければ対水速度を測る装置である。側方に発射・測定すれば港での岸壁までの距離が測れる。

### 音響測定器
航海計器としての音響測定器は、船底から下に向けて発射した水中超音波の反射波を測定し、船底から水底（海底など）までの距離を測るものである。

### 自動操舵装置
自動操舵装置（オートパイロット）はジャイロコンパスや航法支援装置からの情報によって設定した方位から針路がずれると、自動的に舵を操作することで針路を保持する。風や潮流によって横に流されるズレには対応できず、他船舶との回避運動も行なえないので、人間が常に船橋（ブリッジ）から見張り（Look out）をして適切に操船する必要がある。